# Abel Hovelacque

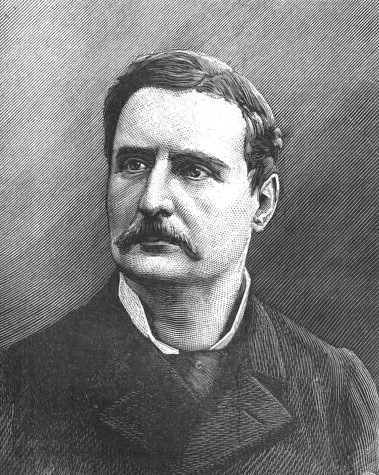
Abel Hovelacque

Alexandre Abel Hovelacque (* 14. November 1843 in Paris; † 22. Februar 1896 ebenda) war ein französischer Linguist und Anthropologe.
Hovelacque war Mitglied und Präsident der Anthropologischen Gesellschaft und 1891 Gründer der Revue de l'École d'anthropologie. Zuvor hatte er 1887 ein Handbuch der Anthropologie veröffentlicht.
Zudem gehörte er vom 6. Oktober 1889 bis zum 23. Oktober 1894 als Abgeordneter der französischen Abgeordnetenkammer an. 1886 wurde er zum Mitglied der American Philosophical Society gewählt.
Dreieinhalb Jahre nach seinem Tod ehrte ihn die Stadt Paris am 2. August 1899 mit der Benennung einer Straße im 13. Arrondissement.